# Peregrine Maitland
Peregrine Maitland (ur. 6 lipca 1777 w Longparish Hall w Hampshire, zm. 30 maja 1854 w Londynie) – brytyjski oficer i polityk, syn Thomasa Maitlanda i Jane Mathew. Miał dwie żony. Po raz pierwszy ożenił się 8 czerwca 1803 r. z Louisą Crofton (zm. 1805), miał z nią syna Peregrine’a. Po raz drugi ożenił się 9 października 1815 w Paryżu z lady Sarah Lennox (ok. 1794 – 8 września 1873), córką Charlesa Lennoxa, 4. księcia Richmond i lady Charlotte Gordon, córki 4. księcia Gordon. Peregrine i Sarah mieli razem co najmniej siedmioro dzieci.

## Kariera wojskowa
W wieku 15 lat wstąpił do British Army, do 1 regimentu pieszego Gwardii (1st Foot Guards). Szybko awansował. Już w 1794 r. był kapitanem, a w 1803 r. podpułkownikiem. Podczas wojen napoleońskich walczył w Hiszpanii, Flandrii i Francji. W 1814 r. został awansowany do rangi generała-majora i odznaczony Krzyżem Kawalerskim Orderu Łaźni. Później objął dowództwo 1 brygady Foot Guards i na jej czele brał udział w bitwie pod Waterloo w szeregach I Korpusu księcia Oranii. Wraz z jednostką brał udział w okupacji Francji po upadku Napoleona. 22 czerwca 1815 r. został odznaczony Krzyżem Komandorskim Orderu Łaźni.
Podczas pobytu Maitlanda w Paryżu doszło do jego małżeństwa z lady Sarah Lennox. Małżeństwo to spotkało się z oporem ojca panny młodej, księcia Richmond, który planował wydać córkę za przedstawiciela wyższych sfer społecznych niż Maitland. Uważał też, że była między nimi zbyt duża różnica wieku (Maitland miał wówczas 38 lat, lady Sarah ok. 21). Postawa księcia była tak nieprzejednana, że młodzi zdecydowali się na ucieczkę. Ostatecznie przekonał Richmonda do tego małżeństwa dowódca Maitlanda, książę Wellington. W późniejszych latach nie było nieporozumień między Richmondem a jego zięciem. Kiedy w 1818 r. książę został mianowany gubernatorem generalnym Brytyjskiej Ameryki Północnej, postarał się aby Maitlandowi przyznano urząd gubernatora Górnej Kanady. Tej nominacji pomogła również osobista przyjaźń Maitlanda z ministrem wojny i kolonii, lordem Bathurstem, oraz dążenia rządu brytyjskiego na nagrodzenia bohaterów wojen napoleońskich.

## Gubernator Górnej Kanady
Maitland przybył do Toronto 18 sierpnia 1818 r. Został zaprzysiężony następnego dnia. Na stanowisku gubernatora pozostawał przez 10 lat, sprawując przez kilka miesięcy 1820 r. funkcję administratora Dolnej Kanady. Wielebny John Strachan, który w latach 20. został jednym z najbliższych współpracowników Maitlanda, napisał o gubernatorze, że był on najbardziej uprzejmym i pobożnym mężczyzną, (...) zawsze starającym się zrobić tyle dobrego, ile zdoła. Był człowiekiem wielu talentów (...), a także prostych manier i obyczajów, (...) zawsze twardy i stanowczy. Był przy tym słabego zdrowia. lord Dalhousie, gubernator generalny od 1819 r. (książę Richmond zmarł po roku urzędowania, wskutek ugryzienia przez wściekłego lisa), wyraził się o nim, że szybko rujnował sobie zdrowie. Henry Scadding opisał Maitlanda jako wysokiego i poważnego oficera, zawsze ubranego w wojskowy mundur. Wyraz jego twarzy zawsze wyrażał połączenie smutku i życzliwości.
Jego skromność i umiejętność postępowania ze zgromadzeniami prowincjonalnymi przysporzyła mu wiele popularności w Górnej Kanadzie. Cieszył się też poważaniem w wyższych kręgach kanadyjskiej society, głównie dzięki pozycji i znajomościom swojej żony. Rezydował w stolicy prowincji, Toronto, które wówczas nazywało się „York”. Maitland założył tam szkołę podstawową i pierwszy szpital publiczny. W 1819 r. zlecił przebudowę wąskich i ponurych uliczek w mieście. W 1824 r. położył kamień węgielny pod budowę pierwszego w prowincji gmachu sądu i więzienia. Gubernator nie lubił jednak swojej stolicy i uciekał z niej tak często jak tylko mógł. Wybudował sobie nawet 22-pokojowy letni dom w Stamford Park, 3 mile na zachód od wodospadu Niagara, który w 1837 r. został określony jako „jedyna elegancka rezydencja w Górnej Kanadzie”. Starał się również przenieść stolicę z Yorku do Kingston lub wybudować nowe miasto na wschodnim brzegu jeziora Simcoe. Żaden z tych projektów nie doczekał się realizacji.
Niedługo po rozpoczęciu urzędowania Maitland wysłał raport do ministerstwa wojny i kolonii, w którym informował ministerstwo, że człowiek nazwiskiem „Gourlay” sieje zamęt w Górnej Kanadzie. Czołowi politycy tej prowincji uważali, że stanowi on zagrożenie dla konstytucyjnego ładu i porządku w prowincji. Rok później jednak, Maitland poinformował Londyn, że informacje te były przesadzone.
Ów mąciciel nazywał się Robert Gourlay. Był szczerym, ale nieobliczalnym szkockim radykałem. Przybył do Górnej Kanady w 1817 r. i prędko zdał sobie sprawę z fatalnej sytuacji ekonomicznej prowincji, która wciąż odczuwała skutki wojny 1812 r., co było szczególnie widoczne w dystrykcie Niagara. Jeszcze przed przybyciem Gourlaya Zgromadzenie Prowincjonalne chciało powołać komisję do zbadania stanu prowincji, ale spotkało się to ze sprzeciwem ówczesnego gubernatora Górnej Kanady, Francisa Gore’a. Gourlay niedługo po przybyciu stanął na czele niezadowolonych z polityki władz kolonialnych. W latach 1818–1819 serią artykułów prasowych, listów otwartych i przemówień, Gourlay zaatakował administrację prowincji. Chciał również wysłać petycję do księcia-regenta dotyczącą poprawy sytuacji w prowincji. Ostatecznie petycja została przedstawiona Maitlandowi (lipiec 1818 r.), który bez wahania ją odrzucił, jako „sprzeczną z duchem brytyjskiej konstytucji”. Do takiej interpretacji przekonał również Zgromadzenie.
Gubernator przeciwstawiał się Gourlayowi i jego metodom, polegającym na częstych wiecach i manifestacjach. Było to zbieżne z polityką rządu londyńskiego, który w tym samym czasie wydał rozporządzenia zakazujące zgromadzeń publicznych. Uznał jednak słuszność postulaty Gourlaya dotyczącego podziału ziemi w prowincji. Nadmienić trzeba, że większość właścicieli ziemskich nie przebywała w swoich posiadłościach, co hamowało ich rozwój gospodarczy. Maitland dokonał więc reformy przydziału ziemi, która jednak odbywała się pod przemożnym wpływem wszelkiej maści spekulantów i nie przyniosła jednoznacznie pozytywnych rezultatów, aczkolwiek poprawiło sytuację w porównaniu z czasami sprzed reformy, co przyznawali Maitlandowi nawet jego krytycy.
Maitland próbował również radzić sobie z tą sprawą poprzez osadzanie na wolnej ziemi lojalistów, wojskowych, urzędników i emerytów. Wywoływało to konflikty z wielkimi posiadaczami ziemskimi, które pogłębiły się w 1819 r., kiedy Maitland przeforsował w Zgromadzeniu ustawę o podatkach z nieuprawianej ziemi. W zamierzeniach gubernatora miało to zmusić nieobecnych na miejscu posiadaczy albo do zajęcia się swoimi ziemiami, albo do ich odsprzedania. Ustawa ta wywoływała sprzeciwy w samym Zgromadzeniu i tylko naciskom Maitlanda udawało się ją utrzymać do 1828 r. Kiedy Maitland przestał być gubernatorem Górnej Kanady szybko została zmieniona na korzyść wielkich właścicieli ziemskich.
W latach 1818–1823 Maitland prowadził politykę polegającą na wykorzystaniu dochodów z posiadłości ziemskich na rozwój edukacji i infrastruktury w kolonii. Gubernator starał się maksymalnie uniezależnić finansowo cywilną administrację od kaprysów Zgromadzenia, co mu się w dużej mierze udało. Reformy te miały oprócz ekonomicznego, również polityczne znaczenie, gdyż Maitland chciał przyciągnąć do prowincji imigrantów ze Stanów Zjednoczonych. Imigracja ta spotykała się z oporem zarówno Kanadyjczyków, jak i administracji w Waszyngtonie. Maitland dążył do nadania imigrantom statusu obywateli prowincji, co uwikłało go w przeciągłe spory ze Zgromadzeniem oraz ministerstwem wojny i kolonii. Było również jedną z przyczyn utraty przezeń stanowiska gubernatora.
Przez całe lata 20. narastało napięcie między administracją gubernatora a Zgromadzeniem Prowincjonalnym. Swoje apogeum osiągnęło ono podczas wyborów 1828 r. Od strony opozycji padały oskarżenia gubernatora o autorytaryzm i drakońskie metody sprawowania władzy. Wśród opozycji prym wiedli republikanie i katolicy, przeciwko którym Maitland szukał poparcia w Kościele Anglikańskim oraz tzw. „Pakcie rodzinnym”, czyli konserwatywnej organizacji kanadyjskich elit. Pozycja Maitlanda pogorszyła się, kiedy okazało się, że ministerstwo wojny i kolonii nie jest skłonne popierać gubernatora w sporach z opozycją. Wybory z kolei przyniosły większość w Zgromadzeniu przeciwnikom Maitlanda. W takiej sytuacji, 4 listopada 1828 r., Maitland zrezygnował z funkcji gubernatora Górnej Kanady.

## Gubernator Nowej Szkocji
Maitland rychło dostał nowe stanowisko, jako gubernator Nowej Szkocji. 29 listopada 1828 r. został zaprzysiężony na to stanowisko. Cztery lata jego urzędowania przebiegły spokojnie, bez większych sporów z nowoszkockimi politykami. Mimo krytykowania jego rządów jako zbyt apatycznych, Maitland cieszył się w swojej nowej prowincji dość sporą sympatią, zwłaszcza w wyższych kręgach społeczeństwa. Bardzo religijny, regularnie chodził do kościoła. Zakaz niedzielnych parad wojskowych i handlowania na targu.
W październiku 1829 r. stan zdrowia zmusił go to przekazania uprawnień administracyjnych Michaelowi Wallace'owi i udania się do Indii Zachodnich. Swoje obowiązki przejął ponownie w czerwcu 1830 r. W październiku 1832 r. ze względu na zły stan zdrowia opuścił Nową Szkocję i wrócił do Wielkiej Brytanii. Jego obowiązki przejął Thomas Jeffrey. Mimo iż nigdy nie powrócił do Ameryki Północnej, Maitland jeszcze przez dwa lata pełnił funkcję gubernatora. W lipcu 1834 r. został zastąpiony przez Colina Campbella.

## Ostatnie lata
Przez następne dwa lata Maitland był naczelnym dowódcą wojsk brytyjskich w Madrasie. W 1843 r. został mianowany gubernatorem Kolonii Przylądkowej. Swoje nowe stanowisko objął w 1844 r. i został życzliwie przyjęty przez miejscową społeczność. Wkrótce jednak okazało się, że nie radzi sobie z problemami jakie narosły na tle stosunku kolonistów do plemion Kaffirów i Griqua oraz do sąsiadujących z kolonią krajów burskich. W opinii ministra wojny i kolonii, lorda Greya, Maitland nie miał predyspozycji do sprawowania tego urzędu. Podsekretarz stanu w ministerstwie, Joseph Stephen, zorientował się w 1846 r., że większość swoich obowiązków gubernator przerzucił na swojego sekretarza.
Mianowany w listopadzie 1846 r. generałem, Maitland został na początku 1847 r. odwołany ze stanowiska gubernatora, z powodu wieku i nieudolności. Zamieszkał w Londynie. W 1851 r. niósł trumnę księcia Wellingtona. Rok później został odznaczony Krzyżem Wielkim Orderu Łaźni. Zmarł 30 maja 1854 r.